# Lettre recommandée avec accusé de réception en France

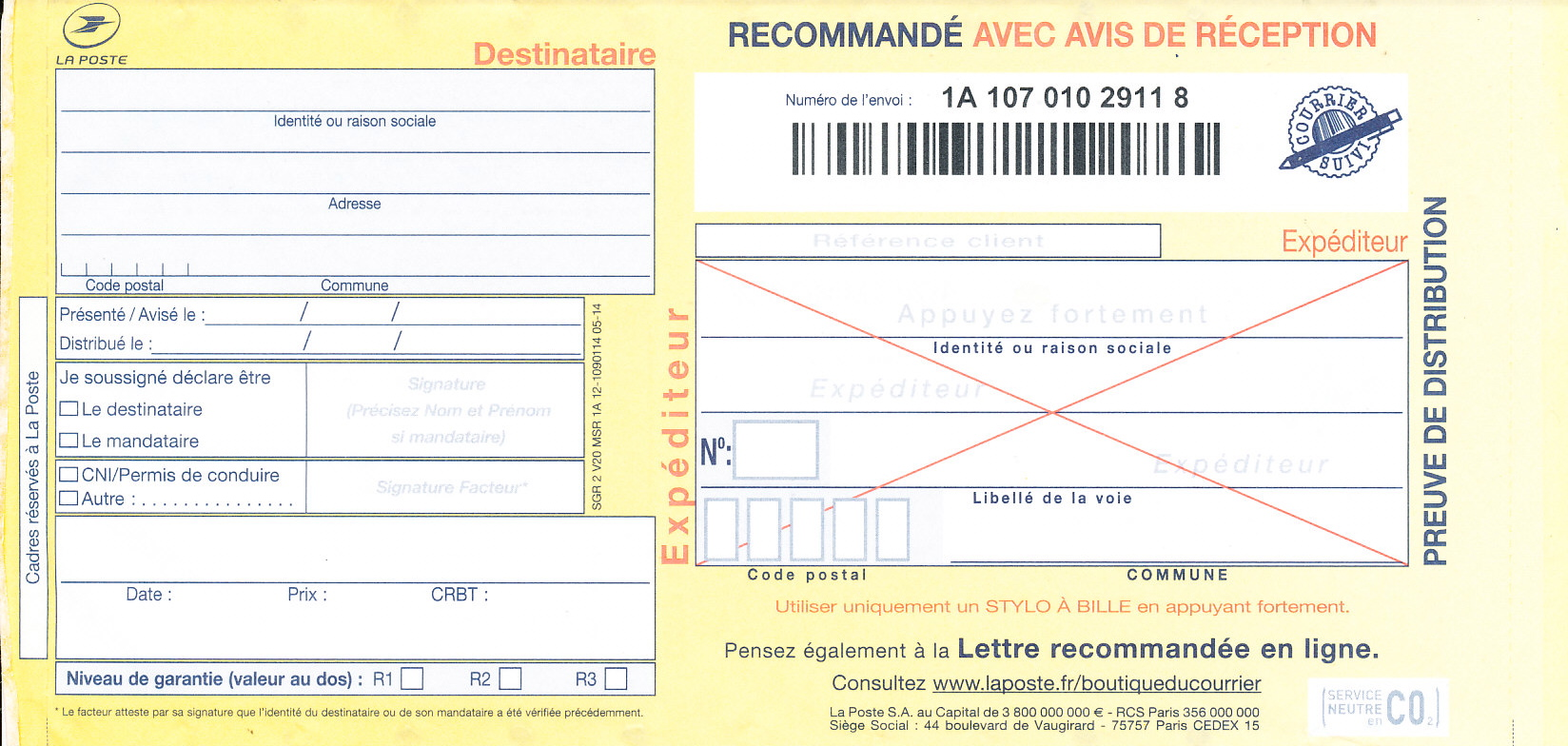
Premier volet d'une lettre recommandée : la preuve de distribution.

La lettre recommandée avec avis de réception ou lettre recommandée avec accusé de réception (LRAR) est un service postal permettant à l'expéditeur d'un courrier de recevoir la preuve de sa bonne réception, signée par le récipiendaire.
En France, l'avis de réception (nommé par la plupart des opérateurs « avis de réception ») est une option de la lettre recommandée, qui permet d'établir juridiquement :
- la preuve du dépôt (date et lieu d'expédition) ;
- la preuve de la réception par la signature du destinataire ou de son mandataire.

## L'avis de réception, option de la lettre recommandée
Lorsque les textes légaux prévoient un envoi en recommandé, ceux-ci précisent très souvent « avec demande d'avis de réception ».
Il est cependant possible d'envoyer une lettre en recommandé sans avis de réception. L'avis de réception est un service optionnel faisant l'objet d'une facturation supplémentaire et permettant à l'expéditeur de recevoir à son adresse une carte portant obligatoirement, la date de réception et la signature du destinataire ou de son mandataire ayant retiré le recommandé. Même sans avis de réception, le courrier recommandé est remis contre signature et l’opérateur postal conserve une preuve de distribution pendant un an.
|                                                       | Lettre simple | Lettre suivie | Lettre recommandée | Lettre recommandée avec avis de réception |
| ----------------------------------------------------- | ------------- | ------------- | ------------------ | ----------------------------------------- |
| Permet de suivre l'acheminement du courrier           | Non           | Oui           | Oui                | Oui                                       |
| Permet une preuve de la date d’envoi du courrier      | Non           | Non           | Oui                | Oui                                       |
| Permet une preuve de la date de réception du courrier | Non           | Non           | Non                | Oui                                       |

## Implications juridiques
La lettre recommandée avec avis de réception présente des implications juridiques qu'il convient de ne pas ignorer, aussi bien pour son expéditeur que pour son destinataire. Elle est un mode de preuve littérale conforme aux dispositions des articles 1316 et suivants du Code civil.

### Des dates qui font foi juridiquement
L'utilisation d'un courrier en recommandé avec avis de réception permet de disposer d'une preuve de l'envoi, d'une preuve de la réception par le destinataire (avis de réception retourné), et donc de prendre date dans l'hypothèse d'une utilisation de ces preuves dans un contexte juridique.
Mode de notification en preuve littérale, l'avis de réception permet d'établir la preuve (dans les conditions de l'article 1364 et suivants du code civil) qu'à date certaine le destinataire s'est vu notifier une lettre.
Selon les cas, les dates d'expédition, de première présentation, de refus éventuel par le destinataire pourront faire courir divers délais (prescription, recours, contentieux, etc.). Mais, en l'absence de disposition particulière prévue dans certains domaines particuliers (droit fiscal, immobilier, location par exemple), les dispositions expliquées ci-dessous s'appliquent.
Les articles 668 à 670 du code de procédure civile datant de 1975, époque où existait une « administration des postes » précisent ceci :

« La date de la notification par voie postale est, à l'égard de celui qui y procède, celle de l'expédition, et, à l'égard de celui à qui elle est faite, la date de la réception de la lettre. »

— Article 668 du code de procédure civile

« La date de l'expédition d'une notification faite par la voie postale est celle qui figure sur le cachet du bureau d'émission. La date de la remise est celle du récépissé ou de l'émargement. La date de réception d'une notification faite par lettre recommandée avec demande d'avis de réception est celle qui est apposée par l'administration des postes lors de la remise de la lettre à son destinataire. »

— Article 669 du code de procédure civile

« La notification est réputée faite à personne lorsque l'avis de réception est signé par son destinataire. La notification est réputée faite à domicile ou à résidence lorsque l'avis de réception est signé par une personne munie d'un pouvoir à cet effet. »

— Article 670 du code de procédure civile
Lorsqu'on reçoit un recommandé avec avis de réception, il peut donc être important de le retirer, soit sur place lors du passage du facteur, soit à son bureau de poste accompagné de l'avis de passage du facteur et d'une pièce d'identité. En effet, le destinataire est parfois réputé avoir reçu le courrier et avoir pris connaissance de son contenu. Ne pas retirer un courrier en recommandé avec avis de réception, ou le retirer tardivement peut donc, selon le cas, être juridiquement pénalisant soit pour le destinataire soit pour l'expéditeur. Ainsi, lorsque l'administration (service de l'État comme une préfecture, un service ministériel) notifie une décision individuelle à un administré (retrait de points sur le permis, réponse négative à une demande formulée par l'administré) ou à un agent public (décision disciplinaire), c'est la date de première présentation du courrier recommandé (porté sur l'avis de passage déposé par le facteur en l'absence du destinataire) qui rend exécutoire la décision notifiée (date à partir de laquelle la décision prend effet) et qui fait partir des délais de recours (date de départ pour le calcul du délai disponible pour contester la décision notifiée) si le destinataire ne retire pas auprès des services postaux le courrier recommandé dans les délais(quinze jours à partir de la première présentation). En revanche pour ce type de notification, si le courrier recommandé est réclamé dans les temps par son destinataire aux services postaux, c'est la date du retrait effectif du recommandé qui fait foi.

### Renversement de la charge de preuve et cas de l'enveloppe vide
Une seconde implication juridique, très importante, du courrier en recommandé avec avis de réception, est le renversement de la charge de preuve.
Lors de l'envoi d'un courrier en recommandé avec avis de réception, le destinataire est supposé avoir pris connaissance de la notification qui lui a été faite, et il y a inversion de la charge de preuve. Si le destinataire prétend que l'enveloppe reçue était vide, il lui incombe alors de prouver que celle-ci était effectivement vide.
Ces éléments découlent de la jurisprudence de la Cour de cassation :

« La notification par la voie postale est réputée faite à personne lorsque l'avis de réception est signé par son destinataire et qu'en cas de notification sous enveloppe, il appartient au destinataire de prouver que celle-ci était vide et non pas à l'expéditeur d'établir que l'acte notifié était contenu dans cette enveloppe »

— Civ 1re, 15 juillet 1993, pourvoi n°92-04092

### Interruption du délai de prescription
En droit français, l'envoi d'une mise en demeure par courrier recommandé avec avis de réception n'interrompt en général pas la prescription :

« Encourt par suite la cassation l'arrêt qui, pour écarter la fin de non-recevoir tirée de la prescription opposée par une partie, retient qu'il a été adressé à celle-ci une lettre recommandée portant mise en demeure et qu'elle en a signé l'avis de réception. »

— Cour de cassation, 2e chambre civile, arrêt du 26 juin 1991, pourvoi n°90-11427
Il en est ainsi notamment dans les litiges liés à un recouvrement de créances.
Cependant, il existe bien des cas où la prescription est interrompue par Lettre Recommandée Accusé Réception.
À titre d'exemples :
- dans le domaine des assurances par exemple: Une compagnie d’assurances est condamnée par la Cour de cassation à garantir un assuré qui lui avait adressé une Lettre Recommandé AR[7]. L'assurance soutenait qu'il y avait prescription car le courrier recommandé ne visait pas une demande de paiement d’indemnité mais la Cour de cassation ( 3e civile 2009/06/17 no 08-14140) a considéré que le courrier mentionnait :

« en application des dispositions des articles L. 114-1 et 2 du code des assurances, je vous notifie à nouveau l’interruption de la prescription pour les conséquences de ce sinistre »

La cour de cassation a considéré que la lettre recommandée ainsi formulée était bien interruptive de prescription même s'il était encore impossible de présenter une demande d'indemnité chiffrée :

« La prescription est interrompue par une des causes ordinaires d'interruption de la prescription et par la désignation d'experts à la suite d'un sinistre. L'interruption de la prescription de l'action peut, en outre, résulter de l'envoi d'une lettre recommandée avec accusé de réception adressée par l'assureur à l'assuré en ce qui concerne l'action en paiement de la prime et par l'assuré à l'assureur en ce qui concerne le règlement de l'indemnité. »

- dans le domaine du droit des baux commerciaux : aux termes de l’article 33 alinéa 2 du décret du 30 septembre 1953 (non codifié), la notification du mémoire, en ce compris le mémoire préalable, constitue une cause d’interruption de la prescription biennale prévue à l’article L145-60 du code de Commerce, laquelle commence à courir à compter de la demande en révision ou bien de la date d’effet du congé ou de celle de la demande de renouvellement[9].

## Dans quels cas utiliser une lettre recommandée avec avis de réception?
Par sa nature et ses implications juridiques, le courrier envoyé en recommandé avec avis de réception est adapté à la préparation d'un dossier de type contentieux lorsque l'on souhaite être en mesure de prouver juridiquement l'envoi d'un courrier, d'une mise en demeure, ou de prendre date concernant un événement particulier encadré par des dispositions contractuelles.

### Pour respecter une formalité légale
Dans de nombreuses situations, le droit français prévoit l'usage du courrier en recommandé avec avis de réception dans la correspondance. C'est souvent le cas lorsque la correspondance est un événement déclencheur de délais légaux, comme :
- la notification de la vente faite à l'acquéreur d'un bien immobilier à usage d'habitation, pouvant se rétracter dans un délai de sept jours[10] ;
- la plupart des notifications et mises en demeure prévues par la loi fixant le statut de la copropriété des immeubles bâtis, notamment la notification des décisions de l'assemblée générale aux copropriétaires opposants ou défaillants, hormis les convocations pouvant se faire par remise contre récépissé ou émargement[11] ;
- la notification du congé à un contrat de bail de locaux à usage d'habitation principale[12].

Il faut noter que depuis la Loi ALUR (dite Loi Duflot) de mars 2014, les notifications et mises en demeure sont valablement faites par voies électroniques. Ainsi, une convocation à une AG de copropriété peut se faire par lettre recommandée électronique (LRE).
Toutefois, il existe des cas où la lettre recommandée avec avis de réception ne suffit plus aux yeux de la loi et dans lesquels il est nécessaire de communiquer par acte extrajudiciaire, c'est-à-dire par voie de commissaire de justice ; à titre d'exemples :

### Pour prendre date
Il est possible d'utiliser un courrier envoyé en recommandé avec avis de réception pour avertir l'une des parties d'un contrat de la survenance d'un événement particulier. Typiquement et à titre d'exemple :
- résiliation d'un contrat,
- réserves faisant suite à la recette d'une maison ou d'un appartement avec le constructeur,
- dysfonctionnement ou interruption de service dans le cas d'un abonnement Internet ou de télécommunication,
- constatation d'éléments divers, comme le manquement à une obligation de moyens etc.

### Pour effectuer une mise en demeure
Pour mettre une personne physique ou morale en demeure de réaliser une action, comme rétablir un service, par exemple, il est nécessaire d'envoyer la mise en demeure par lettre en recommandé avec avis de réception.
Ainsi, la preuve sera juridiquement établie que le destinataire aura pris connaissance du problème. Dans ce cadre, le courrier envoyé en recommandé avec avis de réception constituera le point de départ d'un dossier de contentieux.
Il est très souvent préférable d'envoyer un courrier en recommandé avec avis de réception en préalable à une action en justice : en effet, soit le destinataire donne suite et règle le problème, soit le courrier pourra être présenté en justice comme élément à charge.

## Cas particuliers de certaines formalités

### Preuve de la notification du recours contre un permis de construire
L'auteur d'un recours contentieux à l'encontre d'un permis de construire a l'obligation de notifier aux intéressés une copie du recours dans un délai de 15 jours francs à compter de son enregistrement au greffe de la juridiction.
L’article R. 600-1 du Code de l’urbanisme prévoit que cette notification soit réalisée par courrier en recommandé avec avis de réception.
La formalité de la notification est réputée accomplie à la date apposée par les services postaux sur le certificat de dépôt de la lettre recommandée au moment où la remise leur en est faite, quand bien même le destinataire déclarerait ne pas l'avoir reçue.

### Résiliation de bail
Lorsqu'un propriétaire souhaite donner congé à son locataire dans le cadre de l'une des situations le justifiant légalement, il envoie généralement à ce dernier le congés par lettre recommandée avec avis de réception. La Cour d’appel de Montpellier rappelle, dans un arrêt de la 1re Chambre du 22 octobre 2008 (R.G. no 08/01320) :

« (…) La date de réception de la lettre recommandée avec avis de réception à prendre en compte pour calculer le délai de préavis est celle apposée par l’administration des postes lors de la remise de l’envoi à son destinataire. »

— Cour d'appel de Montpellier, 22 octobre 2008

## Recommandé électronique

### Documents électroniques et loi
L'article 1316-1 du code civil, créé par Loi no 2000-230 du 13 mars 2000 - art. 1 JORF 14 mars 2000, précise que la lettre électronique est un procédé utilisable : L'écrit sous forme électronique est admis en preuve au même titre que l'écrit sur support papier, sous réserve que puisse être dûment identifiée la personne dont il émane et qu'il soit établi et conservé dans des conditions de nature à en garantir l'intégrité.
Pour garantir l'intégrité d'un document, il faut donc signer celui-ci électroniquement, ce que prévoit l'article 1316-4 du code civil, créé par Loi no 2000-230 du 13 mars 2000 - art. 4 JORF 14 mars 2000 : La signature nécessaire à la perfection d'un acte juridique identifie celui qui l'appose. Elle manifeste le consentement des parties aux obligations qui découlent de cet acte. Quand elle est apposée par un officier public, elle confère l'authenticité à l'acte.
Lorsqu'elle est électronique, elle consiste en l'usage d'un procédé fiable d'identification garantissant son lien avec l'acte auquel elle s'attache. La fiabilité de ce procédé est présumée, jusqu'à preuve contraire, lorsque la signature électronique est créée, l'identité du signataire assurée et l'intégrité de l'acte garantie, dans des conditions fixées par décret en Conseil d'État.

### Entrée en vigueur du règlement eIDAS
À partir du 1er janvier 2019, le règlement eIDAS, qui « établit un socle commun pour les interactions électroniques sécurisées entre les citoyens, les entreprises et les autorités publiques », selon l'Agence nationale de la sécurité et des systèmes d'information (ANSSI), entrera en vigueur en France. Cela implique que les recommandés électroniques devront respecter des critères plus contraignants, comme une identification de niveau élevé.
En 2019, il n'y avait que très peu de prestataires qualifiés eIDAS en Europe pour le service qualifié d'envoi recommandé électronique,.

### Recommandé électronique: valeur juridique incontestable
- Si vous ne connaissez pas le sujet, laissez ce bandeau (vous pouvez alors contacter les auteurs).
- Si vous supprimez le contenu mis en cause (vous pouvez préalablement contacter les auteurs),

argumentez précisément cette suppression dans la page de discussion
(un manque de référence n'est pas un argument ; une recherche réelle de référence doit avoir été effectuée, être formellement documentée).
Par décret no 2011-144 du 2 février 2011 relatif à l’envoi d’une lettre recommandée par courrier électronique pour la conclusion ou l’exécution d’un contrat, l'usage de la lettre recommandée électronique est possible sous certaines conditions (liste non exhaustive) :
- l'expéditeur doit spécifier son nom et son prénom ou sa raison sociale ainsi que son adresse de courrier électronique et son adresse postale ;
- l'expéditeur doit spécifier le nom et le prénom ou la raison sociale ainsi que l'adresse de courrier électronique du destinataire ;
- lorsque le destinataire est un non professionnel, l'accord de celui-ci est nécessaire. Néanmoins, si le destinataire a déjà utilisé un service de lettre recommandée électronique, son accord n'est plus nécessaire.
- le tiers de confiance chargé de l'acheminement doit garantir l'identité du destinataire.

À la suite du décret, des entreprises spécialisées dans la dématérialisation se sont lancées dans la lettre recommandée électronique, incluant même des offres gratuites.[réf. nécessaire]
Sur le plan juridique, on constate que la LRE est plus fiable que la LRAR postale qui, elle, peut être éventuellement contestée : en effet, avec la LRAR, l'identité de l'émetteur n'est pas opposable (car non vérifiée par la Poste), celle du destinataire est peu fiable (sauf dans un bureau de Poste, l'identité du destinataire est peu ou pas vérifiée), l'horodatage du courrier est aléatoire (15 % des tampons de la Poste sur les courriers présentent une date erronée, illisible ou absente), le contenu du courrier est, par nature, invérifiable et pas du tout opposable.
De façon rédhibitoire, rien ne peut prouver dans le cas d'une LRAR que l'avis de passage du facteur a été remis au destinataire en main propre. Dans de nombreuses résidences ou copropriété, il est fréquent que cet avis de passage soit égaré, soit remis à une autre personne par erreur, ou soit intentionnellement non remis.
Ainsi, la juridiction ne reconnait pas à la LRAR la capacité de prouver que le destinataire avait connaissance de son envoi : en effet, un bailleur ne peut opposer à son locateur qu'il n'a pas retiré un recommandé (loi no 89 – 462 du 6 juillet 1989).
Tout ceci fait que la valeur juridique de la LRAR peut être faible dans certains cas.
En revanche, l'opposabilité juridique de la LRE est très forte : identités de l'émetteur et du destinataire opposables, horodatage extrêmement fiable, contenu du document opposable (car la signature électronique qui scelle le document de LRE permet de démontrer facilement que celui-ci n'a pas été modifié après son envoi).
L'ancienne limitation des usages de la LRE – qui n'était utilisable que dans le cas des contrats – a disparu depuis la promulgation de la loi pour une République numérique (dite loi Axelle Lemaire) du 7 octobre 2016 : cette loi étend l'usage de la LRE à tous les cas possibles d'usage de la LR physique.
À compter du 1er janvier 2019, les prestataires d’envoi de lettres recommandées électroniques devront être titulaires d’une qualification eIDAS délivrée en France par l’Agence nationale de la sécurité des systèmes d’information. Les prestataires de confiance qualifiés eIDAS sont répertoriés sur la liste de la commission européenne. À ce jour, les seuls prestataires d’envois recommandés électroniques français titulaires de la qualification eIDAS sont ceux figurant sur la liste des prestataires de confiance,.

## La remise en main propre
Depuis le décret du 20 janvier 2012, la remise en mains propres d'un document contre émargement ou récépissé a, au moins, la même valeur juridique qu'une LRAR,.
En droit du travail : Un employeur peut notifier un salarié de son licenciement avec un document remis en mains propres contre une décharge datée. Si ce dernier refuse, la Cour de cassation rappelle que l'employeur peut prouver cette tentative de remise par tous les moyens (témoignages etc.).